# Armonty Bryant
Armonty Bryant (Wichita Falls, 20 maggio 1990) è un giocatore di football americano statunitense che gioca nel ruolo di defensive end per gli Oakland Raiders della National Football League (NFL). Fu scelto nel corso del settimo giro (217º assoluto) del Draft NFL 2013 dai Cleveland Browns. Al college ha giocato a football alla East Central University.

## Carriera professionistica

### Cleveland Browns
Bryant fu scelto nel corso del settimo giro del Draft 2013 dai Cleveland Browns. Debuttò come professionista nella settimana 4 contro i Cincinnati Bengals e la settimana successiva mise a segno il primo sack in carriera nella vittoria contro i Buffalo Bills nel Thursday Night. Il secondo lo fece registrare nella settimana 9 nella vittoria sui Baltimore Ravens. La sua stagione da rookie si concluse con concluse con 12 tackle e 2 sack in 12 presenze, nessuna delle quali come titolare. Nella successiva fece registrare 11 tackle e un sack in cinque gare, chiudendo in lista infortunati.

### Detroit Lions
Nel 2016 Bryant firmò con i Detroit Lions.

### Oakland Raiders
Il 6 aprile 2018 Bryant firmò con gli Oakland Raiders.